# Italië op het Eurovisiesongfestival 2017

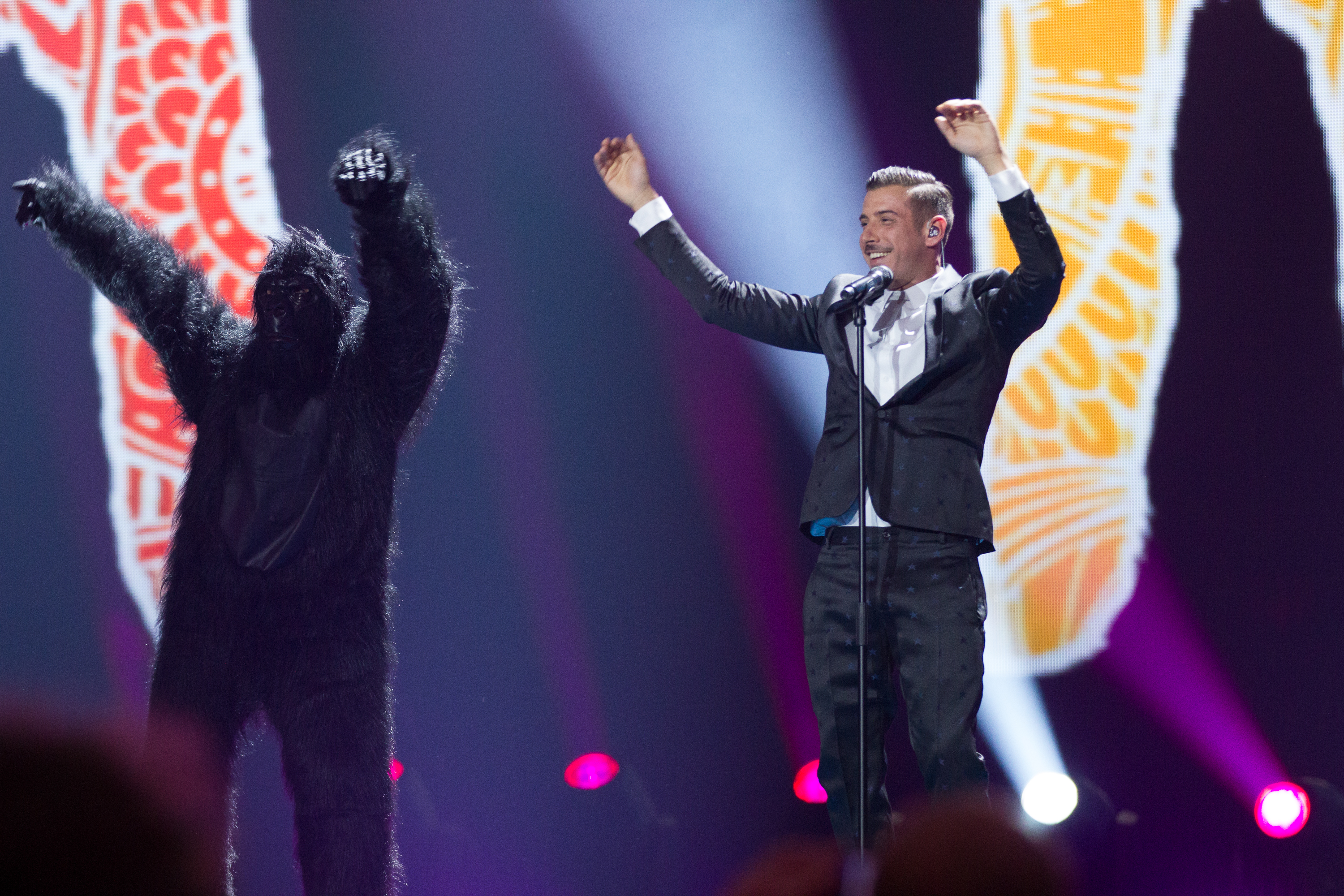
Francesco Gabbani in Kiev.

Italië nam deel aan het Eurovisiesongfestival 2017 in Kiev, Oekraïne. Het was de 43ste deelname van het land aan het Eurovisiesongfestival. De RAI was verantwoordelijk voor de Italiaanse bijdrage voor de editie van 2017.

## Selectieprocedure
Op 20 oktober 2016 maakte de Italiaanse openbare omroep bekend te zullen deelnemen aan de komende editie van het Eurovisiesongfestival. Er werd voor dezelfde selectieprocedure geopteerd als de voorbije twee jaar. De winnaar van het Festival van San Remo mocht Italië vertegenwoordigen in Kiev. Voorwaarde was wel dat de laureaat daarmee instemde en beschikbaar was. Wanneer dat niet het geval zou zijn, werd een andere kandidaat aangeduid.
Er namen 22 artiesten deel aan het Festival van San Remo 2017. Presentator van dienst was Carlo Conti. Francesco Gabbani ging uiteindelijk met de zegepalm aan de haal, met het nummer Occidentali's karma. Hij stemde ermee in om zijn land te vertegenwoordigen op het Eurovisiesongfestival.
| # | Artiest           | Lied                  | Jury (30%) | Demoscopische jury (30%) | Televoting (40%) | Totaal | Plaats |
| - | ----------------- | --------------------- | ---------- | ------------------------ | ---------------- | ------ | ------ |
| 1 | Fiorella Mannoia  | "Che sia benedetta"   | 27.08%     | 37.89%                   | 33.21%           | 32.78% | 2      |
| 2 | Ermal Meta        | "Vietato morire"      | 43.75%     | 28.61%                   | 23.10%           | 30.95% | 3      |
| 3 | Francesco Gabbani | "Occidentali's Karma" | 29.17%     | 33.50%                   | 43.69%           | 36.27% | 1      |

## In Kiev
Als lid van de vijf grote Eurovisielanden mocht Italië rechtstreeks deelnemen aan de grote finale, op zaterdag 13 mei 2017. Een lange tijd was Italië favoriet om het festival te gaan winnen. Het eindigde op de zesde plaats, met 334 punten. Zowel van Albanië als Malta kregen ze de 12 punten van de vakjury en het publiek.